# Jodie Resther
Jodie Resther née le 28 novembre 1978 à Montréal (Canada) est une chanteuse et actrice canadienne.

## Filmographie
- 1987 : Wild Thing : Schoolgirl
- 1988 : Extra! Extra! (série télévisée)
- 1988 : Les Aventuriers du timbre perdu (Tommy Tricker and the Stamp Traveller) : Alice
- 1992 : Fais-moi peur ! ("Are You Afraid of the Dark?") (série télévisée) : Kiki
- 1996 : Arthur (série télévisée) : Francine Alice Frensky (voix)
- 1997 : Platinum (TV) : Fan #2
- 2000 : Arthur's Perfect Christmas (TV) : Francine (voix)
- 2001 : Vampire High (série télévisée) : Mimi Sperling
- 2002 : Abandon : Girl Singer
- 1999 : Undressed (série télévisée) : Collette (2002: Season 6)
- 2003 : Mental Block (série télévisée) : Sparks
- 2004 : Postcards from Buster (série télévisée) : Francine (voix)
- 2004 : Arthur's Halloween (vidéo) : Francine Frensky